# الخرابة (بني مطر)

تعديل مصدري - تعديل

الخرابة هي إحدى قرى عزلة بني الراعى بمديرية بني مطر التابعة لمحافظة صنعاء، بلغ تعداد سكانها 719 نسمة حسب تعداد اليمن لعام 2004.